# Finn Florijn
Finn Florijn (Leiden, 29 november 1999) is een Nederlandse roeier. Hij komt uit voor de Leidse roeivereniging Die Leythe. In 2019 behaalde hij brons in de acht op de Wereldkampioenschappen roeien onder 23 in Sarasota (USA). In 2021 maakte hij zijn debuut op de Europese kampioenschappen roeien in het Italiaanse Varese. Daarnaast maakte hij in juli 2021 zijn debuut op de Olympische Zomerspelen op het onderdeel Skiff. Na zich in de series te hebben geplaatst voor de herkansing, kreeg hij te maken met een positieve coronatest, waardoor het toernooi voor hem eindigde. Bij de Wereldkampioenschappen van 2022 in Račice kwam hij uit in de dubbelvier met Stef Broenink, Simon van Dorp en Jan van der Bij. De ploeg bleef net buiten de medailles en werd vierde.
Florijn is de zoon van tweevoudig olympisch kampioen roeien Ronald Florijn, zijn oudere zus Karolien is ook een olympisch roeister, en ook zijn jongere broer Beer komt als roeier uit voor Nederland.
Op de Europese Kampioenschappen van 2023 in Bled won Florijn samen met Koen Metsemakers, Tone Wieten en Simon van Dorp zilver in de dubbel-vier.
Op de Olympische Spelen van Parijs in 2024 werd Florijn samen met Metsemakers, Wieten en Lennart van Lierop kampioen in de dubbelvier. De ploeg pakte direct na de start een kleine voorsprong en wist die op de finish uit te bouwen tot een bootlengte verschil.

## Resultaten

### Olympische Zomerspelen
| Jaar | Plaats | Resultaten                                                    |
| ---- | ------ | ------------------------------------------------------------- |
| 2021 | Tokio  | afgemeld in de skiff na de series wegens een coronabesmetting |
| 2024 | Parijs | in de dubbelvier                                              |

### Wereldkampioenschappen roeien
| Jaar | Plaats   | Resultaten          |
| ---- | -------- | ------------------- |
| 2022 | Račice   | 4e in de dubbelvier |
| 2023 | Belgrado | in de dubbelvier    |

### Europese kampioenschappen roeien
| Jaar | Plaats | Resultaten       |
| ---- | ------ | ---------------- |
| 2023 | Bled   | in de dubbelvier |